# Erbrée
Erbrée is een gemeente in het Franse departement Ille-et-Vilaine (regio Bretagne). De plaats maakt deel uit van het arrondissement Fougères-Vitré. Erbrée telde op 1 januari 2022 1.713 inwoners.

## Geografie
De oppervlakte van Erbrée bedroeg op 1 januari 2022 35,52 vierkante kilometer; de bevolkingsdichtheid was toen 48,2 inwoners per km².

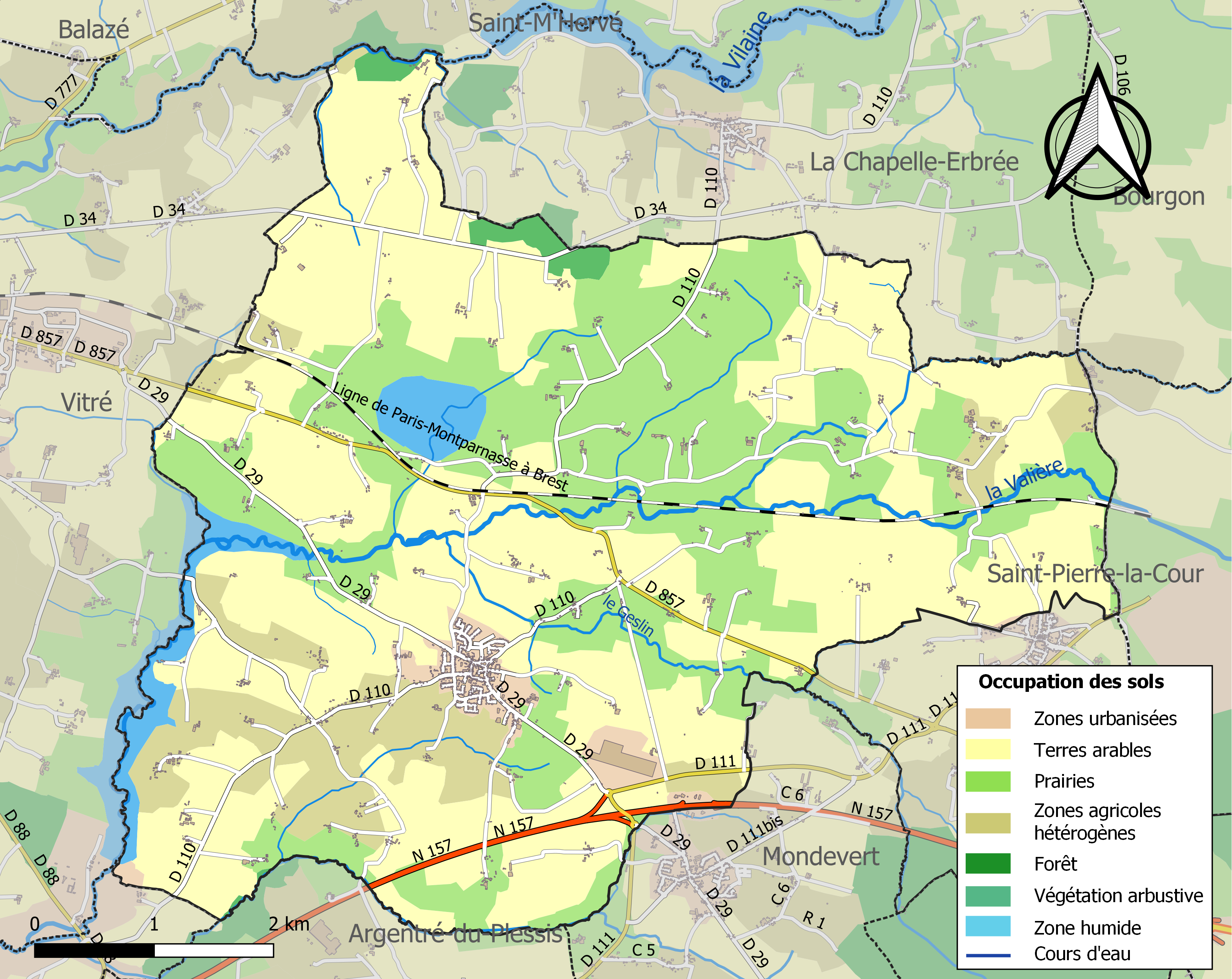
Kaart van de gemeente met belangrijkste infrastructuur, bodemgebruik en omliggende gemeenten

## Demografie
Onderstaande figuur toont het verloop van het inwonertal, bron: INSEE-tellingen. 